# Kedge Business School
Kedge Business School er en europæisk business school med campusser i Bordeaux, Marseille, Toulon, Paris, Dakar, Suzhou og Shanghai. Kedge blev placeret på en 31. plads blandt de europæiske business schools i 2019 af Financial Times. Kedge har ligeledes et PhD-program såvel som adskillige Master-programmer inden for specifikke managementområder, såsom marketing, finans eller iværksætteri.
Kedge Business School programmer har de tre internationale akkrediteringer AMBA, EQUIS og AACSB. Skolen har over 70.000 alumner inden for handel og politik, herunder Daniel Carasso (administrerende direktør for Danone) og den franske politiker Sophie Cluzel.